# Aydınkaya, Oğuzeli
Aydınkaya là một xã thuộc huyện Oğuzeli, tỉnh Gaziantep, Thổ Nhĩ Kỳ. Dân số thời điểm năm 2011 là 33 người.